# Finales NBA 2000
Navigation
Finales 1999 Finales 2001
Les finales NBA 2000 sont la dernière série de matchs de la saison 1999-2000 de la NBA et la conclusion des séries éliminatoires (playoffs) de la saison. Le champion de la conférence Est, les Pacers de l'Indiana rencontrent le champion de la conférence Ouest, les Lakers de Los Angeles. Los Angeles possède l'avantage du terrain. 
Shaquille O'Neal a été élu MVP des Finales, son premier des trois titres consécutifs.

## Contexte

### Lakers de Los Angeles
Bien que les Lakers aient été l'une des équipes les plus talentueuses de la NBA l'année précédente, ils n'ont pas remporté un seul match contre les Spurs de San Antonio lors des playoffs de la NBA en 1999. Vingt-quatre jours après avoir été balayé par le futur champion de la ligue, les Lakers ont recruté Phil Jackson comme entraîneur. Jackson, célèbre pour avoir entraîné Michael Jordan, le sextuple champion des Bulls de Chicago, construirait son attaque en triangle autour de Shaquille O'Neal et Kobe Bryant. Le directeur général Jerry West a entouré O'Neal et Bryant avec des joueurs efficaces tels que Glen Rice, Ron Harper et A.C. Green. Robert Horry avait non seulement une expérience de titre avec les Rockets de Houston mais était également une menace sur le tir extérieur et une star défensive. Derek Fisher était un meneur de jeu défensif avec la capacité de tirer à longue distance. Rick Fox, acquis après avoir été libéré par les Celtics de Boston, était le sixième homme des Lakers. 
Avec O'Neal en bonne santé, les Lakers ont dominé la saison régulière. Ils ont affiché un bilan de 33-7 après 40 matchs, le deuxième meilleur bilan après 40 matchs dans l'histoire de la franchise, derrière les Lakers de 1971-1972 qui ont affiché un bilan de 37-3 après 40 matchs. Ils ont affiché des séries victorieuses de 11, 16 et 19 victoires pour terminer avec un bilan de 67-15, égalant les Bulls de 1992 et les Celtics de 1986.
Bien que beaucoup s'attendaient à ce que les Lakers atteignent la finale aisément, la route fut difficile. Au premier tour, les Lakers ont remporté les deux premiers matchs contre les Kings de Sacramento, pour ensuite perdre les deux suivants à Sacramento. Les Lakers ont ensuite battu Sacramento lors du match 5, 113–86, pour affronter les Suns de Phoenix en demi-finale de conférence. Les Lakers ont battu les Suns, remportant la série 4-1 (avec leur seule défaite dans le match 4). Dans le match 1 de la finale de la Conférence Ouest contre les Trail Blazers de Portland, Rasheed Wallace a écopé de deux fautes techniques et a été expulsé, les Lakers ont profité de l'absence de Wallace et ont remporté la victoire. Les Trail Blazers ont repris d'assaut le match suivant, donnant aux Lakers leur pire défaite à domicile de la saison, 77-106. Ce revers n'a pas affecté Los Angeles, car ils ont pris les devants dans la série 3-1 en remportant les deux prochains matchs à Portland. Les Lakers ont cependant sous-estimé les Trail Blazers. Menés par l'ancien joueur de Jackson, Scottie Pippen, Portland a remporté deux matchs consécutifs et a forcé un match décisif pour la série. Au milieu de plusieurs coups de sifflets controversés de l'arbitre Dick Bavetta contre des membres des Trail Blazers, Portland mène 75-60 au début du quatrième quart-temps. À l'aide d'une série de 25 à 4, les Lakers ont remporté le match et ont obtenu une place en finale de la NBA,.

### Pacers de l'Indiana
Au cours de la saison 1997-1998, les Bulls de Chicago ont battu de peu les Pacers, en sept matchs, lors des finales de la Conférence Est. La saison 1998-1999 a commencé par un lock-out, mais a vu Indiana revenir aux finales de conférence, où ils ont perdu contre les Knicks de New York. La saison 1999-2000 a apporté plusieurs changements majeurs aux Pacers. C'était leur première saison à la Conseco Fieldhouse, aussi bien que leur première saison depuis 1993 sans le pivot Antonio Davis, qui a été échangé pour les droits du 5e choix de la draft NBA 1999. Jalen Rose a remplacé Chris Mullin dans le cinq majeur, remportant le prix de la meilleure progression de l'année.
Les Pacers ont commencé la saison avec un bilan de 7-7, mais ont finalement terminé avec un bilan de 56–26, avec une série de 25 victoires consécutives, avec un record de victoires à domicile. Les Pacers, comme les Lakers, ont eu du mal en playoffs. Ils avaient besoin d'un tir décisif de Travis Best à trois points pour éliminer les Bucks de Milwaukee en cinq matchs. Indiana a affronté les 76ers de Philadelphie au deuxième tour et a remporté la série en six matchs, remportant un billet pour la finale de la Conférence Est. Les Pacers font face à leur rival Knicks, remportant une série de six matchs mémorables. Avec la victoire, Indiana a accédé à la première finale NBA dans l'histoire de la franchise, devenant la deuxième ancienne équipe ABA à le faire après les Spurs la saison précédente.

## Lieux des compétitions
Les deux salles pour le tournoi ces finales sont : le Conseco Fieldhouse d'Indianapolis et le Staples Center de Los Angeles.
| Los Angeles              | \| Indianapolis Los Angeles \| | Indianapolis       |
| Staples Center           | \| Indianapolis Los Angeles \| | Conseco Fieldhouse |
| Capacité: 18 997         | \| Indianapolis Los Angeles \| | Capacité: 18 345   |
| StaplesCenter            | \| Indianapolis Los Angeles \| | Conseco            |
| Indianapolis Los Angeles |                                |                    |

## Résumé de la saison régulière
| Champion de division | Qualifié pour les playoffs | Non qualifié pour les playoffs |

### Par conférence
| Conférence Est | Conférence Est         | Conférence Est | Conférence Est | Conférence Est |
| No             | Franchise              | Vic.           | Déf.           | PCT            |
| -------------- | ---------------------- | -------------- | -------------- | -------------- |
| 1              | Pacers de l'Indiana    | 56             | 26             | 68.3           |
| 2              | Heat de Miami          | 52             | 30             | 63.4           |
| 3              | Knicks de New York     | 50             | 32             | 61.0           |
| 4              | Hornets de Charlotte   | 49             | 33             | 59.8           |
| 5              | 76ers de Philadelphie  | 49             | 33             | 59.8           |
| 6              | Raptors de Toronto     | 45             | 37             | 54.9           |
| 7              | Pistons de Détroit     | 42             | 40             | 51.2           |
| 8              | Bucks de Milwaukee     | 42             | 40             | 51.2           |
|                |                        |                |                |                |
| 9              | Magic d'Orlando        | 41             | 41             | 50.0           |
| 10             | Celtics de Boston      | 35             | 47             | 42.7           |
| 11             | Cavaliers de Cleveland | 32             | 50             | 39.0           |
| 12             | Nets du New Jersey     | 31             | 51             | 37.8           |
| 13             | Wizards de Washington  | 29             | 53             | 35.4           |
| 14             | Hawks d'Atlanta        | 28             | 54             | 34.1           |
| 15             | Bulls de Chicago       | 17             | 65             | 20.7           |

| Conférence Ouest | Conférence Ouest          | Conférence Ouest | Conférence Ouest | Conférence Ouest |
| No               | Franchise                 | Vic.             | Déf.             | PCT              |
| ---------------- | ------------------------- | ---------------- | ---------------- | ---------------- |
| 1                | Lakers de Los Angeles C   | 67               | 15               | 81.7             |
| 2                | Jazz de l'Utah            | 55               | 27               | 67.1             |
| 3                | Trail Blazers de Portland | 59               | 23               | 72.0             |
| 4                | Spurs de San Antonio      | 53               | 29               | 64.6             |
| 5                | Suns de Phoenix           | 53               | 29               | 64.6             |
| 6                | Timberwolves du Minnesota | 50               | 32               | 61.0             |
| 7                | SuperSonics de Seattle    | 45               | 37               | 54.9             |
| 8                | Kings de Sacramento       | 44               | 38               | 53.7             |
|                  |                           |                  |                  |                  |
| 9                | Mavericks de Dallas       | 40               | 42               | 48.8             |
| 10               | Nuggets de Denver         | 35               | 47               | 42.7             |
| 11               | Rockets de Houston        | 34               | 48               | 41.5             |
| 12               | Grizzlies de Vancouver    | 22               | 60               | 26.8             |
| 13               | Warriors de Golden State  | 19               | 63               | 23.2             |
| 14               | Clippers de Los Angeles   | 15               | 67               | 18.3             |

C - Champions NBA

### Tableau des playoffs
|  | 1er tour         | 1er tour                  | 1er tour                  |   |                           | Demi-finales de Conférence | Demi-finales de Conférence | Demi-finales de Conférence |  |   | Finales de Conférence | Finales de Conférence | Finales de Conférence |  |    | Finales NBA         | Finales NBA | Finales NBA |
|  |                  |                           |                           |   |                           |                            |                            |                            |  |   |                       |                       |                       |  |    |                     |             |             |
|  | 1                | Pacers de l'Indiana       | 3                         |   |                           |                            |                            |                            |  |   |                       |                       |                       |  |    |                     |             |             |
|  | 8                | Bucks de Milwaukee        | 2                         |   |                           |                            |                            |                            |  |   |                       |                       |                       |  |    |                     |             |             |
|  | 8                | Bucks de Milwaukee        | 2                         |   | 1                         | Pacers de l'Indiana        | 4                          |                            |  |   |                       |                       |                       |  |    |                     |             |             |
|  |                  |                           |                           |   | 1                         | Pacers de l'Indiana        | 4                          |                            |  |   |                       |                       |                       |  |    |                     |             |             |
|  |                  | 5                         | 76ers de Philadelphie     | 2 |                           |                            |                            |                            |  |   |                       |                       |                       |  |    |                     |             |             |
|  | 4                | 5                         | 76ers de Philadelphie     | 2 | Hornets de Charlotte      | 1                          |                            |                            |  |   |                       |                       |                       |  |    |                     |             |             |
|  | 4                |                           |                           |   | Hornets de Charlotte      | 1                          |                            |                            |  |   |                       |                       |                       |  |    |                     |             |             |
|  | 5                | 76ers de Philadelphie     | 3                         |   |                           |                            |                            |                            |  |   |                       |                       |                       |  |    |                     |             |             |
|  | 5                | 76ers de Philadelphie     | 3                         |   |                           |                            |                            |                            |  | 1 | Pacers de l'Indiana   | 4                     |                       |  |    |                     |             |             |
|  | Conférence Est   |                           |                           |   |                           |                            |                            |                            |  | 1 | Pacers de l'Indiana   | 4                     |                       |  |    |                     |             |             |
|  |                  | 3                         | Knicks de New York        | 2 |                           |                            |                            |                            |  |   |                       |                       |                       |  |    |                     |             |             |
|  | 3                | 3                         | Knicks de New York        | 2 | Knicks de New York        | 3                          |                            |                            |  |   |                       |                       |                       |  |    |                     |             |             |
|  | 3                |                           |                           |   | Knicks de New York        | 3                          |                            |                            |  |   |                       |                       |                       |  |    |                     |             |             |
|  | 6                | Raptors de Toronto        | 0                         |   |                           |                            |                            |                            |  |   |                       |                       |                       |  |    |                     |             |             |
|  | 6                | Raptors de Toronto        | 0                         |   | 3                         | Knicks de New York         | 4                          |                            |  |   |                       |                       |                       |  |    |                     |             |             |
|  |                  |                           |                           |   | 3                         | Knicks de New York         | 4                          |                            |  |   |                       |                       |                       |  |    |                     |             |             |
|  |                  | 2                         | Heat de Miami             | 3 |                           |                            |                            |                            |  |   |                       |                       |                       |  |    |                     |             |             |
|  | 2                | 2                         | Heat de Miami             | 3 | Heat de Miami             | 3                          |                            |                            |  |   |                       |                       |                       |  |    |                     |             |             |
|  | 2                |                           |                           |   | Heat de Miami             | 3                          |                            |                            |  |   |                       |                       |                       |  |    |                     |             |             |
|  | 7                | Pistons de Détroit        | 0                         |   |                           |                            |                            |                            |  |   |                       |                       |                       |  |    |                     |             |             |
|  | 7                | Pistons de Détroit        | 0                         |   |                           |                            |                            |                            |  |   |                       |                       |                       |  | E1 | Pacers de l'Indiana | 2           |             |
|  |                  |                           |                           |   |                           |                            |                            |                            |  |   |                       |                       |                       |  | E1 | Pacers de l'Indiana | 2           |             |
|  |                  | O1                        | Lakers de Los Angeles     | 4 |                           |                            |                            |                            |  |   |                       |                       |                       |  |    |                     |             |             |
|  | 1                | O1                        | Lakers de Los Angeles     | 4 | Lakers de Los Angeles     | 3                          |                            |                            |  |   |                       |                       |                       |  |    |                     |             |             |
|  | 1                |                           |                           |   | Lakers de Los Angeles     | 3                          |                            |                            |  |   |                       |                       |                       |  |    |                     |             |             |
|  | 8                | Kings de Sacramento       | 2                         |   |                           |                            |                            |                            |  |   |                       |                       |                       |  |    |                     |             |             |
|  | 8                | Kings de Sacramento       | 2                         |   | 1                         | Lakers de Los Angeles      | 4                          |                            |  |   |                       |                       |                       |  |    |                     |             |             |
|  |                  |                           |                           |   | 1                         | Lakers de Los Angeles      | 4                          |                            |  |   |                       |                       |                       |  |    |                     |             |             |
|  |                  | 5                         | Suns de Phoenix           | 1 |                           |                            |                            |                            |  |   |                       |                       |                       |  |    |                     |             |             |
|  | 4                | 5                         | Suns de Phoenix           | 1 | Spurs de San Antonio      | 1                          |                            |                            |  |   |                       |                       |                       |  |    |                     |             |             |
|  | 4                |                           |                           |   | Spurs de San Antonio      | 1                          |                            |                            |  |   |                       |                       |                       |  |    |                     |             |             |
|  | 5                | Suns de Phoenix           | 3                         |   |                           |                            |                            |                            |  |   |                       |                       |                       |  |    |                     |             |             |
|  | 5                | Suns de Phoenix           | 3                         |   |                           |                            |                            |                            |  | 1 | Lakers de Los Angeles | 4                     |                       |  |    |                     |             |             |
|  | Conférence Ouest |                           |                           |   |                           |                            |                            |                            |  | 1 | Lakers de Los Angeles | 4                     |                       |  |    |                     |             |             |
|  |                  | 3                         | Trail Blazers de Portland | 3 |                           |                            |                            |                            |  |   |                       |                       |                       |  |    |                     |             |             |
|  | 3                | 3                         | Trail Blazers de Portland | 3 | Trail Blazers de Portland | 3                          |                            |                            |  |   |                       |                       |                       |  |    |                     |             |             |
|  | 3                |                           |                           |   | Trail Blazers de Portland | 3                          |                            |                            |  |   |                       |                       |                       |  |    |                     |             |             |
|  | 6                | Timberwolves du Minnesota | 1                         |   |                           |                            |                            |                            |  |   |                       |                       |                       |  |    |                     |             |             |
|  | 6                | Timberwolves du Minnesota | 1                         |   | 3                         | Trail Blazers de Portland  | 4                          |                            |  |   |                       |                       |                       |  |    |                     |             |             |
|  |                  |                           |                           |   | 3                         | Trail Blazers de Portland  | 4                          |                            |  |   |                       |                       |                       |  |    |                     |             |             |
|  |                  | 2                         | Jazz de l'Utah            | 1 |                           |                            |                            |                            |  |   |                       |                       |                       |  |    |                     |             |             |
|  | 2                | 2                         | Jazz de l'Utah            | 1 | Jazz de l'Utah            | 3                          |                            |                            |  |   |                       |                       |                       |  |    |                     |             |             |
|  | 2                |                           |                           |   | Jazz de l'Utah            | 3                          |                            |                            |  |   |                       |                       |                       |  |    |                     |             |             |
|  | 7                | SuperSonics de Seattle    | 2                         |   |                           |                            |                            |                            |  |   |                       |                       |                       |  |    |                     |             |             |

### Face à face en saison régulière
Les Pacers et les Lakers se sont rencontrés 2 fois. Ils ont chacun remporté un match durant la saison régulière.
| Match | Date            | Équipe à domicile     | Score   | Équipe à l'extérieur  |
| ----- | --------------- | --------------------- | ------- | --------------------- |
| 1     | 14 janvier 2000 | Pacers de l'Indiana   | 111-102 | Lakers de Los Angeles |
| 2     | 3 mars 2000     | Lakers de Los Angeles | 107-92  | Pacers de l'Indiana   |

## Formule
Pour les séries finales la franchise gagnante est la première à remporter quatre victoires, soit un minimum de quatre matchs et un maximum de sept. Les rencontres se déroulent dans l'ordre suivant :
| Match | Recevant       | Match | Recevant       | Match | Recevant        | Match | Recevant        |
| ----- | -------------- | ----- | -------------- | ----- | --------------- | ----- | --------------- |
| 1     | Meilleur bilan | 2     | Meilleur bilan | 3     | Moins bon bilan | 4     | Moins bon bilan |

| Match | Recevant        | Match | Recevant       | Match | Recevant       |
| ----- | --------------- | ----- | -------------- | ----- | -------------- |
| 5     | Moins bon bilan | 6     | Meilleur bilan | 7     | Meilleur bilan |

Les Lakers de Los Angeles ont l'avantage du terrain ayant un meilleur bilan en saison régulière (67-15 contre 56-26).

## Matchs des Finales

### Match 1
| 7 juin 2000 | Rapport | Pacers de l'Indiana 87, Lakers de Los Angeles 104  | Pacers de l'Indiana 87, Lakers de Los Angeles 104 | Pacers de l'Indiana 87, Lakers de Los Angeles 104           |  | Staples Center, Los Angeles, Californie Affluence : 18 997 Arbitres : Dan Crawford, Jack Nies, Terry Durham | NBC |
| 7 juin 2000 | Rapport | Score par quart-temps : 18-33, 25-22, 28-22, 16-27 |                                                   |                                                             |  | Staples Center, Los Angeles, Californie Affluence : 18 997 Arbitres : Dan Crawford, Jack Nies, Terry Durham | NBC |
| 7 juin 2000 | Rapport | Score par mi-temps : 43-55, 44-49                  |                                                   |                                                             |  | Staples Center, Los Angeles, Californie Affluence : 18 997 Arbitres : Dan Crawford, Jack Nies, Terry Durham | NBC |
| 7 juin 2000 | Rapport | Mark Jackson, 18 Dale Davis, 8 Mark Jackson, 7     | Points Rebonds Passes d.                          | Shaquille O'Neal, 43 Shaquille O'Neal, 19 Bryant, Harper, 5 |  | Staples Center, Los Angeles, Californie Affluence : 18 997 Arbitres : Dan Crawford, Jack Nies, Terry Durham | NBC |
| 7 juin 2000 | Rapport | Los Angeles mène la série 1 à 0.                   |                                                   |                                                             |  | Staples Center, Los Angeles, Californie Affluence : 18 997 Arbitres : Dan Crawford, Jack Nies, Terry Durham | NBC |

### Match 2
| 9 juin 2000 | Rapport | Pacers de l'Indiana 104, Lakers de Los Angeles 111 | Pacers de l'Indiana 104, Lakers de Los Angeles 111 | Pacers de l'Indiana 104, Lakers de Los Angeles 111      |  | Staples Center, Los Angeles, Californie Affluence : 18 997 Arbitres : Joe Crawford, Bennett Salvatore, Ed F. Rush | NBC |
| 9 juin 2000 | Rapport | Score par quart-temps : 28-28, 21-24, 20-21, 35-38 |                                                    |                                                         |  | Staples Center, Los Angeles, Californie Affluence : 18 997 Arbitres : Joe Crawford, Bennett Salvatore, Ed F. Rush | NBC |
| 9 juin 2000 | Rapport | Score par mi-temps : 49-52, 55-59                  |                                                    |                                                         |  | Staples Center, Los Angeles, Californie Affluence : 18 997 Arbitres : Joe Crawford, Bennett Salvatore, Ed F. Rush | NBC |
| 9 juin 2000 | Rapport | Jalen Rose, 30 Dale Davis, 10 Mark Jackson, 8      | Points Rebonds Passes d.                           | Shaquille O'Neal, 40 Shaquille O'Neal, 24 Brian Shaw, 7 |  | Staples Center, Los Angeles, Californie Affluence : 18 997 Arbitres : Joe Crawford, Bennett Salvatore, Ed F. Rush | NBC |
| 9 juin 2000 | Rapport | Los Angeles mène la série 2 à 0.                   |                                                    |                                                         |  | Staples Center, Los Angeles, Californie Affluence : 18 997 Arbitres : Joe Crawford, Bennett Salvatore, Ed F. Rush | NBC |

### Match 3
| 11 juin 2000 | Rapport | Lakers de Los Angeles 91, Pacers de l'Indiana 100          | Lakers de Los Angeles 91, Pacers de l'Indiana 100 | Lakers de Los Angeles 91, Pacers de l'Indiana 100 |  | Conseco Fieldhouse, Indianapolis, Indiana Affluence : 18 345 Arbitres : Ron Garretson, Bernie Fryer, Hugh Evans | NBC |
| 11 juin 2000 | Rapport | Score par quart-temps : 15-23, 27-30, 24-26, 25-21         |                                                   |                                                   |  | Conseco Fieldhouse, Indianapolis, Indiana Affluence : 18 345 Arbitres : Ron Garretson, Bernie Fryer, Hugh Evans | NBC |
| 11 juin 2000 | Rapport | Score par mi-temps : 42-53, 49-47                          |                                                   |                                                   |  | Conseco Fieldhouse, Indianapolis, Indiana Affluence : 18 345 Arbitres : Ron Garretson, Bernie Fryer, Hugh Evans | NBC |
| 11 juin 2000 | Rapport | Shaquille O'Neal, 33 Shaquille O'Neal, 13 Derek Fisher, 10 | Points Rebonds Passes d.                          | Reggie Miller, 33 Dale Davis, 12 Mark Jackson, 6  |  | Conseco Fieldhouse, Indianapolis, Indiana Affluence : 18 345 Arbitres : Ron Garretson, Bernie Fryer, Hugh Evans | NBC |
| 11 juin 2000 | Rapport | Los Angeles mène la série 2 à 1.                           |                                                   |                                                   |  | Conseco Fieldhouse, Indianapolis, Indiana Affluence : 18 345 Arbitres : Ron Garretson, Bernie Fryer, Hugh Evans | NBC |

### Match 4
| 14 juin 2000 | Rapport | Lakers de Los Angeles 120, Pacers de l'Indiana 118             | Lakers de Los Angeles 120, Pacers de l'Indiana 118 | Lakers de Los Angeles 120, Pacers de l'Indiana 118 | OT | Conseco Fieldhouse, Indianapolis, Indiana Affluence : 18 345 Arbitres : Dick Bavetta, Steve Javie, Ronnie Nunn | NBC |
| 14 juin 2000 | Rapport | Score par quart-temps : 23-33, 28-21, 29-23, 24-27, OT : 16-14 |                                                    |                                                    | OT | Conseco Fieldhouse, Indianapolis, Indiana Affluence : 18 345 Arbitres : Dick Bavetta, Steve Javie, Ronnie Nunn | NBC |
| 14 juin 2000 | Rapport | Score par mi-temps : 51-54, 53-50                              |                                                    |                                                    | OT | Conseco Fieldhouse, Indianapolis, Indiana Affluence : 18 345 Arbitres : Dick Bavetta, Steve Javie, Ronnie Nunn | NBC |
| 14 juin 2000 | Rapport | Shaquille O'Neal, 36 Shaquille O'Neal, 21 Kobe Bryant, 5       | Points Rebonds Passes d.                           | Reggie Miller, 35 Dale Davis, 8 Mark Jackson, 8    | OT | Conseco Fieldhouse, Indianapolis, Indiana Affluence : 18 345 Arbitres : Dick Bavetta, Steve Javie, Ronnie Nunn | NBC |
| 14 juin 2000 | Rapport | Los Angeles mène la série 3 à 1.                               |                                                    |                                                    | OT | Conseco Fieldhouse, Indianapolis, Indiana Affluence : 18 345 Arbitres : Dick Bavetta, Steve Javie, Ronnie Nunn | NBC |

### Match 5
| 16 juin 2000 | Rapport | Lakers de Los Angeles 87, Pacers de l'Indiana 120       | Lakers de Los Angeles 87, Pacers de l'Indiana 120 | Lakers de Los Angeles 87, Pacers de l'Indiana 120 |  | Conseco Fieldhouse, Indianapolis, Indiana Affluence : 18 345 Arbitres : Bennett Salvatore, Jack Nies, Dan Crawford | NBC |
| 16 juin 2000 | Rapport | Score par quart-temps : 28-39, 17-25, 22-22, 20-34      |                                                   |                                                   |  | Conseco Fieldhouse, Indianapolis, Indiana Affluence : 18 345 Arbitres : Bennett Salvatore, Jack Nies, Dan Crawford | NBC |
| 16 juin 2000 | Rapport | Score par mi-temps : 45-64, 42-56                       |                                                   |                                                   |  | Conseco Fieldhouse, Indianapolis, Indiana Affluence : 18 345 Arbitres : Bennett Salvatore, Jack Nies, Dan Crawford | NBC |
| 16 juin 2000 | Rapport | Shaquille O'Neal, 35 Shaquille O'Neal, 11 Ron Harper, 5 | Points Rebonds Passes d.                          | Jalen Rose, 32 Austin Croshere, 9 Mark Jackson, 7 |  | Conseco Fieldhouse, Indianapolis, Indiana Affluence : 18 345 Arbitres : Bennett Salvatore, Jack Nies, Dan Crawford | NBC |
| 16 juin 2000 | Rapport | Los Angeles mène la série 3 à 2.                        |                                                   |                                                   |  | Conseco Fieldhouse, Indianapolis, Indiana Affluence : 18 345 Arbitres : Bennett Salvatore, Jack Nies, Dan Crawford | NBC |

### Match 6
| 19 juin 2000 | Rapport | Pacers de l'Indiana 111, Lakers de Los Angeles 116                                                        | Pacers de l'Indiana 111, Lakers de Los Angeles 116 | Pacers de l'Indiana 111, Lakers de Los Angeles 116      |  | Staples Center, Los Angeles, Californie Affluence : 18 997 Arbitres : Hugh Evans, Ron Garretson, Joe Crawford | NBC |
| 19 juin 2000 | Rapport | Score par quart-temps : 26-24, 30-29, 28-26, 27-37                                                        |                                                    |                                                         |  | Staples Center, Los Angeles, Californie Affluence : 18 997 Arbitres : Hugh Evans, Ron Garretson, Joe Crawford | NBC |
| 19 juin 2000 | Rapport | Score par mi-temps : 56-53, 55-63                                                                         |                                                    |                                                         |  | Staples Center, Los Angeles, Californie Affluence : 18 997 Arbitres : Hugh Evans, Ron Garretson, Joe Crawford | NBC |
| 19 juin 2000 | Rapport | Jalen Rose, 29 Dale Davis, 14 Mark Jackson, 11                                                            | Points Rebonds Passes d.                           | Shaquille O'Neal, 41 Shaquille O'Neal, 12 Ron Harper, 9 |  | Staples Center, Los Angeles, Californie Affluence : 18 997 Arbitres : Hugh Evans, Ron Garretson, Joe Crawford | NBC |
| 19 juin 2000 | Rapport | Los Angeles remporte la série 4 à 2 et remporte le titre NBA. Shaquille O'Neal est nommé MVP des Finales. |                                                    |                                                         |  | Staples Center, Los Angeles, Californie Affluence : 18 997 Arbitres : Hugh Evans, Ron Garretson, Joe Crawford | NBC |

## Équipes

### Lakers de Los Angeles
| Effectif des Lakers de Los Angeles 1999-2000 |
| --- |
| 2 Derek Fisher • 3 Devean George • 4 Ron Harper • 5 Robert Horry • 8 Kobe Bryant • 10 Tyronn Lue • 11 John Celestand • 16 John Salley • 17 Rick Fox • 20 Brian Shaw • 34 Shaquille O'Neal (MVP Finales) • 40 Travis Knight • 41 Glen Rice • 45 A.C. Green Entraîneur : Phil Jackson |

### Pacers de l'Indiana
| Effectif des Pacers de l'Indiana 1999-2000 |
| --- |
| 3 Al Harrington • 4 Travis Best • 5 Jalen Rose • 9 Derrick McKey • 10 Jeff Foster • 13 Mark Jackson • 14 Sam Perkins • 17 Chris Mullin • 24 Jonathan Bender • 31 Reggie Miller • 32 Dale Davis • 44 Austin Croshere • 45 Rik Smits • 55 Žan Tabak Entraîneur : Larry Bird |

## Statistiques

### Lakers de Los Angeles
| Joueur           | MJ | MC | MPG  | FG%  | 3P%  | FT%   | RPG  | APG | SPG | BPG | PPG  |
| ---------------- | -- | -- | ---- | ---- | ---- | ----- | ---- | --- | --- | --- | ---- |
| Kobe Bryant      | 5  | 5  | 35.2 | .367 | .200 | .909  | 4.6  | 4.2 | 1.0 | 1.4 | 15.6 |
| Derek Fisher     | 6  | 0  | 18.7 | .429 | .583 | .833  | 1.0  | 3.8 | 0.8 | 0.0 | 6.0  |
| Rick Fox         | 6  | 0  | 17.3 | .611 | .625 | .867  | 1.7  | 1.0 | 0.5 | 0.0 | 6.7  |
| Devean George    | 1  | 0  | 3.0  | .000 | .000 | .500  | 1.0  | 0.0 | 0.0 | 0.0 | 1.0  |
| A.C. Green       | 6  | 6  | 17.2 | .571 | .000 | .857  | 3.3  | 0.5 | 0.2 | 0.0 | 5.0  |
| Ron Harper       | 6  | 6  | 30.7 | .464 | .400 | .700  | 3.3  | 4.8 | 1.3 | 0.2 | 10.8 |
| Robert Horry     | 6  | 0  | 30.3 | .512 | .200 | .727  | 5.2  | 2.8 | 0.8 | 1.0 | 9.2  |
| Travis Knight    | 4  | 0  | 2.3  | .667 | .000 | 0.5   | 0.5  | 0.0 | 0.0 | 0.0 | 1.3  |
| Shaquille O'Neal | 6  | 6  | 45.5 | .611 | .000 | .387  | 16.7 | 2.3 | 1.0 | 2.7 | 38.0 |
| Glen Rice        | 6  | 6  | 32.2 | .400 | .632 | .650  | 2.5  | 1.7 | 0.8 | 0.2 | 11.5 |
| John Salley      | 4  | 0  | 3.3  | .667 | .000 | .000  | 0.8  | 0.0 | 0.3 | 0.0 | 1.0  |
| Brian Shaw       | 6  | 1  | 18.8 | .216 | .000 | 1.000 | 2.8  | 2.8 | 0.3 | 0.0 | 3.0  |

### Pacers de l'Indiana
| Joueur          | MJ | MC | MPG  | FG%  | 3P%  | FT%   | RPG  | APG | SPG | BPG | PPG  |
| --------------- | -- | -- | ---- | ---- | ---- | ----- | ---- | --- | --- | --- | ---- |
| Jonathan Bender | 2  | 0  | 3.0  | .667 | .000 | .750  | 0.5  | 0.0 | 0.5 | 0.0 | 3.5  |
| Travis Best     | 6  | 0  | 16.3 | .467 | .500 | .833  | 1.2  | 2.2 | 0.7 | 0.2 | 5.8  |
| Austin Croshere | 6  | 0  | 24.2 | .545 | .400 | .867  | 6.0  | 0.8 | 0.3 | 1.0 | 15.2 |
| Dale Davis      | 6  | 6  | 29.5 | .575 | .000 | .545  | 10.0 | 1.0 | 0.3 | 1.0 | 8.7  |
| Mark Jackson    | 6  | 6  | 31.0 | .413 | .400 | 0.8   | 5.3  | 7.7 | 0.8 | 0.0 | 9.7  |
| Derrick McKey   | 6  | 0  | 12.0 | .500 | .500 | .667  | 3.2  | 0.2 | 0.3 | 0.2 | 1.8  |
| Reggie Miller   | 6  | 6  | 42.0 | .413 | .375 | .978  | 2.7  | 3.7 | 0.8 | 0.3 | 24.3 |
| Chris Mullin    | 3  | 0  | 4.0  | .500 | .000 | .667  | .000 | 0.3 | 0.3 | 0.3 | 1.3  |
| Sam Perkins     | 6  | 0  | 21.8 | .379 | .478 | .750  | 4.0  | 1.0 | 0.5 | 0.0 | 6.0  |
| Jalen Rose      | 6  | 6  | 43.2 | .467 | .500 | .833  | 4.5  | 3.0 | 0.8 | 0.3 | 23.0 |
| Rik Smits       | 6  | 6  | 19.3 | .466 | .000 | 1.000 | 4.0  | 0.5 | 0.5 | 1.2 | 10.0 |
| Žan Tabak       | 3  | 0  | 3.7  | .500 | .000 | .000  | 0.3  | 0.0 | 0.0 | 0.0 | 0.7  |